# Terzo occhio (esoterismo)

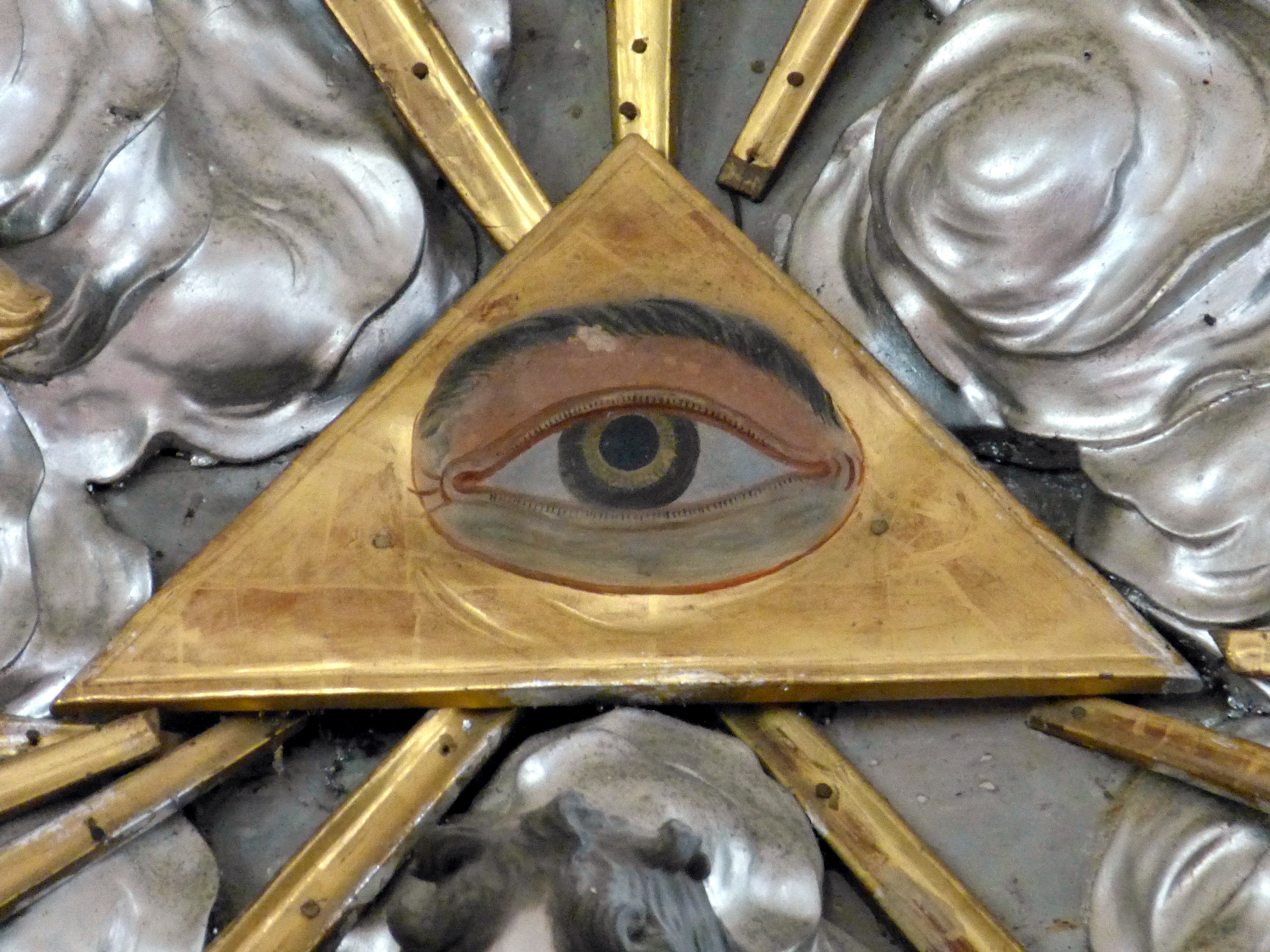
Il terzo occhio, generalmente rappresentato all'interno di un triangolo in analogia all'occhio della Provvidenza.

Il terzo occhio (anche noto come l'occhio interiore) nell'ambito di certe tradizioni religiose ed esoteriche è ritenuto un organo capace di percepire realtà invisibili situate oltre la visione ordinaria. Viene localizzato poco sopra la radice del naso in un punto centrale della fronte denominato ajna in sanscrito, all'altezza del bordo superiore delle sopracciglia.

## Descrizioni
Se ne parla anche come della soglia in grado di condurre all'interno di mondi interiori e spazi di coscienza superiore. Nella spiritualità new Age, il terzo occhio può alternativamente simboleggiare uno stato di illuminazione oppure l'evocazione di immagini mentali che hanno un profondo significato personale spirituale o psicologico. È quindi spesso associato a visioni, alla chiaroveggenza che include la capacità di osservare chakra e aura, e ad esperienze extracorporee. Le persone che hanno presumibilmente sviluppato la capacità di utilizzare il loro terzo occhio sono talvolta note come veggenti.

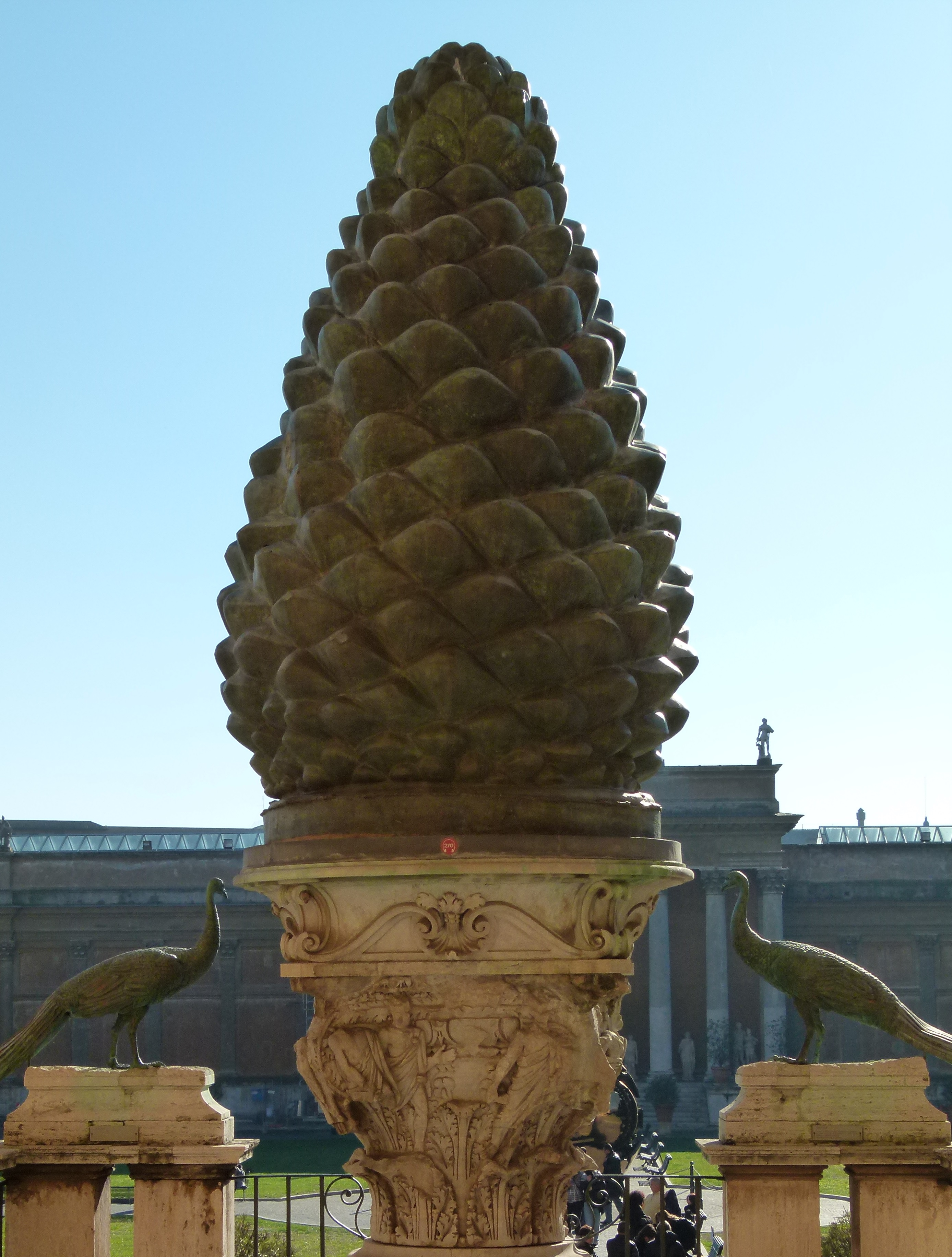
Simbolo della pigna a Roma, ricorrente nell'architettura dell'Urbe, il cui significato sembrerebbe alludere tra le altre cose alla sede dell'anima rappresentata dalla ghiandola pineale, la cui forma ricorda appunto una pigna.

Nelle tradizioni religiose induiste e buddiste corrisponde al sesto chakra, detto della fronte, che riguarda la capacità di comprendere la realtà vibratoria sovrasensibile, ed è pertanto in relazione con le facoltà di intuizione e di visione delle entità normalmente non percepibili.
A livello fisico risulta connesso alla ghiandola pituitaria o ipofisi, che esercita un'influenza su tutte le altre ghiandole endocrine, mentre alle volte il terzo occhio viene identificato diversamente con la cosiddetta ghiandola pineale o epifisi, che è situata invece al centro del cranio all'altezza della punta superiore delle orecchie: l'epifisi, responsabile della produzione di melatonina che regola il ritmo circadiano sonno-veglia, è collegata piuttosto al settimo chakra, e sarebbe quindi in realtà un diverso tipo di occhio interiore spesso confuso con quello frontale.
Risale alla dottrina teosofica fondata da Helena Petrovna Blavatsky l'identificazione del terzo occhio con la ghiandola pineale, secondo gli insegnamenti della promotrice del movimento, e come sostenuto anche da Charles Webster Leadbeater.
Vengono descritti in proposito esercizi di meditazione e concentrazione per imparare ad "aprire" correttamente quest'organo della visione sovrasensibile. Rudolf Steiner sottolineava tuttavia come fosse dapprima necessario allenare il pensiero mentale per favorire una siffatta visione, poiché «voler riconoscere i mondi superiori soltanto dopo averli veduti ce ne ostacola la visione. La volontà di comprendere prima attraverso il sano pensare quel che più tardi potrà essere veduto promuove tale veggenza; evoca forze importanti dell'anima, le quali appunto conducono alla veggenza». Lo stesso Steiner aggiungeva che la vista degli archetipi spirituali, così ottenuta, è accompagnata anche da suoni, percepibili tramite lo sviluppo di un analogo «orecchio sovrasensibile».